# STS-128
STS-128 est une mission de la navette spatiale Discovery à destination de la station spatiale internationale dont le lancement a eu lieu le 29 août 2009 à 3h59 UTC après plusieurs reports. Les objectifs de ce vol sont de ravitailler la station et d'installer plusieurs équipements scientifiques ou destinés à permettre à la station d'accueillir un équipage permanent de 6 astronautes.

## Objectifs de la mission
La navette transporte plusieurs équipements qui doivent être installés dans la station :
- plusieurs équipements scientifiques : FIR (Fluids Integrated Rack) et le premier Materials Science Research Rack (MSRR-1) qui doivent être intégrés dans le module Destiny et MELFI-2 (Minus Eighty Laboratory Freezer for ISS) qui doit être installé dans le module Kibo.
- un tapis roulant d'entrainement nommé Treadmill with Vibration Isolation Stabilization (en) ou COLBERT qui doit être placé de manière temporaire dans le Node 2, appelé module Harmony, avant d'être relocalisé ultérieurement dans le Node 3.
- 3 armoires électroniques dédiées au support-vie dont un purificateur d'air
- des équipements pour le logement de l'équipage.

Ce matériel est transporté en grande partie dans le container MPLM Leonardo. 
- Discovery amène également à la station Nicole Stott qui remplacera Timothy Kopra comme membre de l'expédition 20[2].

## Déroulement de la mission

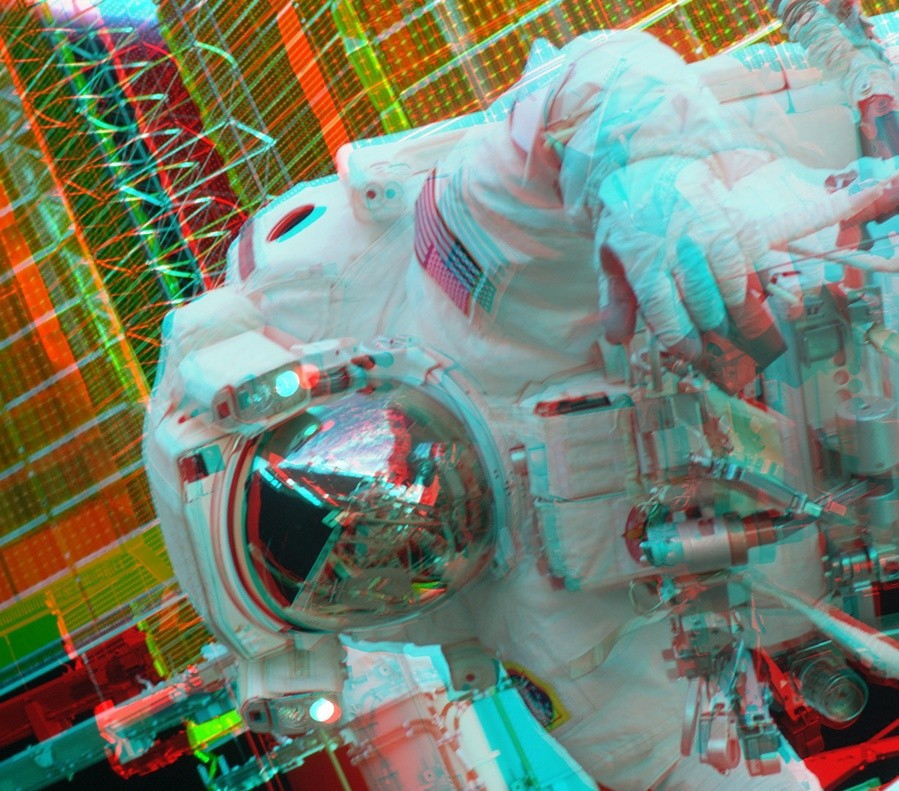
Image en relief de la sortie extravéhiculaire de l'astronaute John D. Olivas à l’extérieur de la Station spatiale internationale.

- La navette spatiale Discovery a commencé les opérations de rendez-vous à 15h29 EDT et a exécuté une série de manœuvres pour préparer l’arrimage avec la Station Spatiale Internationale.

- À 18h27 EDT, à 13 kilomètres de l'ISS, Discovery a utilisé son moteur de manœuvre orbital gauche pour une poussée de 11 secondes, plaçant la navette sur le chemin final pour s'arrimer à 21h04 EDT. Environ une heure avant l'arrimage (docking), 182 mètres directement sous l'ISS, le Commandant Frederick W. Sturckow guidera Discovery pour une manœuvre de 9 minutes afin de permettre aux membres d'équipage de la station spatiale, Gennady Padalka et Mike Barratt de photographier le bouclier thermique de la navette. Ces photographies haute résolution seront ensuite envoyées au centre de contrôle de mission à Houston afin de vérifier qu’aucune tuile n’a été endommagée pendant le décollage.

- Trois sorties extra-véhiculaires ont été programmées durant la mission.

- Le 11 septembre, Discovery a atterri sur la base Edwards, après deux tentatives d'atterrissage avortées au Centre spatial Kennedy, dues à des problèmes météorologiques. Ce changement de lieu d'atterrissage a provoqué l'intervention du Boeing 747 Shuttle Carrier Aircraft pour rapatrier la navette.

## Équipage
Le 15 juillet 2008, la Nasa a annoncé l'équipage prévu pour cette mission :
- Commandant : Frederick W. Sturckow (4)  États-Unis
- Pilote : Kevin A. Ford (1)  États-Unis
- Spécialiste de mission 1 : Patrick G. Forrester (3)  États-Unis
- Spécialiste de mission 2 : John D. Olivas (2)  États-Unis
- Spécialiste de mission 3 : José M. Hernández (1)  États-Unis
- Spécialiste de mission 4 : Christer Fuglesang (2)  Suède

Uniquement à l'aller (Expédition 20) :
- Ingénieur de vol : Nicole Stott (1)  États-Unis

Uniquement au retour (Expédition 20) :
- Ingénieur de vol : Timothy Kopra (1)  États-Unis

Le chiffre entre parenthèses indique le nombre de vols spatiaux effectués par l'astronaute, STS-128 inclus.